# 浜風受くる日々に
『浜風受くる日々に』は風見梢太郎が2008年に発表した長編小説。2008年1月から6月までしんぶん赤旗に連載され、新日本出版社から単行本が出版された。
北陸の小都市から出てきた主人公哲郎が、阪神甲子園球場のすぐそばにある私立Ｋ高校に入学し、様々な人々とのふれあいを通して成長していく青春小説。
Ｋ高校は甲陽学院高等学校がモデルであると言われている。新日本出版社から出版された単行本の表紙には、移転のため取り壊されてしまった旧校舎の写真が用いられている。